# Откровения инструктора по автовождению
«Откровения инструктора по автовождению» — кинофильм. Третий фильм из серии Откровения, о сексуальных приключениях Тимоти Ли, основывающихся на новеллах, написанных им же под псевдонимом Кристофер Вуд.

## Сюжет
По сюжету на противоположных сторонах улицы располагаются две конкурирующие автошколы. Одна из них принадлежит шурину Тимоти Ли. Тимоти Ли начинает прославлять свою автошколу эротическими похождениями, соблазняя учениц, секретаршу и так далее. Заключительным моментом в противостоянии школ становится соревнование по регби, во время которого один из преподавателей конкурирующей школы бессознательно глотает сильное возбуждающее средство и начинает буйствовать на поле. Эти события заканчиваются кульминационной гонкой на машинах, в которой побеждает автошкола Тимоти Ли.

## В ролях
- Робин Эсквив — Тимоти Ли
- Линда Беллингэм — Мэри Уиндсор Дейвис
- Энтони Бут — Сидни Ноггейт
- Шила Уайт — Рози
- Дорис Хэа — Мама
- Билл Мэйнард — Отец
- Уиндсор Дейвис — мистер Уиндсор Дейвис
- Лиз Фрайзер — миссис Чалмерс
- Айрин Хэндл — мисс Слендерпартс
- Джордж Лэйтон — Тони Бендер

## Слоган
«Girls drive him wild… and he loves it!»